# Make Me Pure
Make Me Pure è una canzone del cantante inglese Robbie Williams contenuta nel sesto album Intensive Care.
Il brano è stato pubblicato come singolo nel novembre 2005 solo in Nuova Zelanda e in Australia come singolo promozionale per pubblicizzare l'album.
Il testo della canzone vede Williams chiedere a Dio di renderlo puro per il resto della sua vita.
Il ritornello è una traduzione di un verso di Agostino d'Ippona: "Da mihi castitatem et continentiam, sed noli modo!".
Williams si è probabilmente ispirato a James Bond, il quale ha citato questo verso come suo, nel romanzo Goldfinger (nella forma: "Oh Signore, dammi la Castità. Ma non darmela ancora!").